# Держава (Платон)
«Держава», або «Політея» вважається центральною працею Платона, в якій він розвиває розуміння справедливості та ідей на прикладі власної концепції ідеальної держави. Написана в 360-370-ті роки до н. е. «Держава» складається з бесід Сократа, які його учень Платон переповідає друзям, перемежовуючи діалоги прикладами, відступами, повчаннями, цитатами і міфами. Попри назву, твір містить виклад майже всієї філософської системи Платона, за винятком космології, яка представлена у розмові «Тімей», і діалектики, поясненої в «Парменіді» і «Софісті».

## Час та місце дії
«Держава» є першою з трьох головних праць Платона, де філософ розглядає питання — якою повинна бути ідеальна держава та зачіпає інші значущі теми. Інші дві — це діалоги «Тімей» і «Критій». Платон подає «Державу» як діалоги свого вчителя Сократа, які той вів приблизно в 421 або в 411—410 роках до н. е. в будинку оратора Кефала, що стояв у Піреї біля Афін. «Держава», будучи докладним переказом реальної зустрічі Сократа і його співрозмовників, позбавлена іронії та драматичності. Вважається, що «Тімей» і «Критій» відбулися в той же час, але описані Платоном після «Держави».
Судячи з «Тімея», бесіда відбувалася в день святкування Артеміди-Бендіди (травень-червень), шанованої фракійцями і афінянами. Діалоги відбувалися між денною урочистою ходою на честь богині і вечірніми лампадодроміями (бігом зі смолоскипами) на її честь. Серед дійових осіб «Держави» головне місце займають Сократ і рідні брати Платона — Адімантом і Главкон. Господар будинку, де гостює Сократ, — старий Кефал — відомий оратор, батько знаменитого оратора Лісія, Полемарха і Евтидема. Серед гостей також є впертий софіст Фрасімах, який оскаржує позицію Сократа, Нікерат — син полководця Нікія, софісти Хармантид і Клітофонт.

## Зміст
Перша книга. Вступ до твору містить розповідь Сократа про перебування на святах у Піреї і запрошення до оратора Полемарха. Далі відбувається розмова з Кефалом про старість як час заспокоєння і звільнення від пристрастей, якщо життя було справедливим. Обговорюючи що таке справедливість, співрозмовники намагаються визначити її як чесність і повернення взятого в борг.
Далі розмова ведеться про справедливу державу як земне втілення ідеї блага. Учасники бесіди роздумують що таке справедливість, спростовуючи її визначення як відплати кожному належного. До розмови встряє Фрасімах з твердженням, що справедливість належить найсильнішому. Сократ заперечує, каже, що найсильніший не завжди вірно розуміє свою вигоду, а будь-яке мистецтво, в тому числі і мистецтво управління, має на увазі не власну вигоду, а вигоду предмету, якому воно слугує. Фрасімах виголошує промову, де захищає несправедливість і твердить, що тільки несправедлива людина може бути щасливою. Співрозмовники розглядають владу і кому вона приносить користь: володареві чи його підлеглим. Вони роздумують над тим, що справедлива людина мудра, а несправедлива — невіглас; богам бридкі несправедливі, а до справедливих вони прихильні. Далі слідує обговорення питання про щастя людини справедливої і несправедливої. Фрасімах погоджується, що, оскільки справедливість — це гідність душі, а несправедливість — недолік, справедлива людина матиме щастя.
Друга книга. Главкон ставить питання про те, до якого виду блага може бути віднесена справедливість. Він узагальнює думку Фрасімаха: справедливість — це винахід слабких людей, нездатних творити несправедливість, а несправедливість завжди вигідна. Адімантом доповнює: справедливість схвалюється людьми не сама по собі, але через добру славу, прихильність богів і винагороду в житті після смерті, які вона приносить. Тому удаване благочестя в поєднанні з несправедливістю — найкращий зразок життя для людини. Адімантом вимагає, щоб Сократ показав переваги справедливості самої по собі. Сократ пропонує спочатку розглянути справедливість не окремої людини, а держави, оскільки в більшому масштабі її краще видно.
Сократ і Адімантом обговорюють як виникає держав, а також війни, які багата держава змушена вести. Вони ведуть мову про потребу в воїнах, правоохоронцях. Говориться, що за своєю природою охоронець справедливості повинен володіти прагненням до мудрості, мужністю і силою.
Третя книга. Філософ розповідає як йому бачиться виховання захисника справедливості. Передусім він береться за міфи. Вони повинні виховувати мужність; міфи, що викликають страх і жалість, слід вилучити — вони спонукають до зайвої смішливості, брехливості, непоміркованості, несправедливості. Далі розглядається поезія і її властивості: слова, гармонія і ритм, а також корисні для держави музичні лади, віршовані розміри та інструменти. Стверджується, що зовнішність людини повинна відповідати душевними якостями. Гімнастичні виховання, харчування і спосіб життя взагалі повинні бути простими, відповідаючи вимогам військового мистецтва. Лікарське мистецтво має займатися тільки тілесно повноцінними людьми, даючи іншим вимирати; судове ж мистецтво має знищувати людей несправедливих. За збереженням держави, перш за все щодо виховання, в досконалій державі наглядатимуть правителі, яких слід відбирати зі правоохоронців. Стражі держави не мають володіти приватною власністю та предметами розкоші, жити і харчуватися повинні разом.
Четверта книга. Адімантом ставить питання про щастя стражів: накладені на них обмеження зроблять їх щасливими. Сократ заперечує: треба створити щасливу державу, а не ощасливлювати окремі стани. Багатство і бідність, які розколюють державу, — основна перешкода для її щастя. Щоб не пошкодити єдності, не слід надмірно збільшувати розміри держави. У державі повинні дотримуватися елементарних норм поведінки, а закони не повинні втручатися в дрібниці: життя буде будуватися відповідно до вкорінених в суспільстві понять про справедливість.
Сократ з Главконом розбирають основні чесноти досконалої держави: мудрість, мужність, розсудливість і справедливість. Справедливість держави полягає в тому, щоб кожен займався своєю справою і не втручався в чужі. Властивості досконалої держави переносяться на людину. Відбувається детальний розбір начал людської душі; кожному началу відповідають ті ж чесноти, що і державі: мудрість, мужність і розсудливість. Справедливість людини — це впорядкованість і узгодженість начал душі. Несправедливість людини уподібнюється хворобі, а справедливість — здоров'ю. Як здоровий стан людини — один, а хвороб багато, так і серед держав є один досконалий устрій і чотири основних види збочених.
П'ята книга. Адімантом вимагає більш докладного розбору питання про спільність дружин і дітей у охоронців держави, сказаного раніше Платоном. Той пояснює, що обов'язки жінок ті ж, що і чоловіків, однаковим повинне бути і їхнє виховання. Для отримання найкращого потомства правителі будуть турбуватися, щоб найкращі чоловіки сходилися з найкращими жінками і давали більший приплід. При цьому жінки будуть загальними, а діти будуть виховуватися разом, щоб ніхто не знав своїх дітей, а діти не знали батьків. Люди в розквіті сил зможуть мати потомство, а потомство інших знищуватиметься. Так всі будуть вважатися родичами, і держава тоді стане згуртованою. Жінки і діти братимуть участь у війнах. Видатні воїни мають бути відзначені пошаною і нагородами, а правила поведінки у війні з еллінами і з варварами повинні відрізнятися.
Щоб досконала держава здійснилося, необхідно злиття влади з філософією, але для початку слід визначити, хто такий філософ.
Шоста книга. Говориться, що досконала держава може здійснитися у разі приходу до влади філософів і встановлення ними законів. Щоб стати філософом, необхідно опанувати не звичайним колом знань, але найважливішим знанням — про благо. Воно є єдністю всіх частин світобудови і людини, тіла, розуму і душі. Благо саме по собі подібне до сонця: чим є сонце для області видимого, тим же — благо для області умоглядного. Благо осягається за допомогою діалектичної здатності розуму.
Сьома книга. Платон говорить, що люди подібні в'язням в печері, а філософ — це людина, яка вийшла з печери на світло і бачить яким є весь світ. Розглядаються науки, які допомагають досягти цього: арифметика, геометрія, теоретична астрономія, музика і діалектика. Філософ приходить до висновку, що досконалий державний устрій можна здійснити в будь-якій державі, якщо населення старше десяти років буде вислане, а решту виховають філософи.
Восьма книга. Сократ і Главкон розбирають основні види держав: тимократію, олігархію і демократію. Детально розбирається тиранія і яким чином вона виникає з демократії, як правитель із захисника перетворюється в поневолювача свого народу.
Дев'ята книга. Стверджується, що в душі людини з тиранічними ухилами панують погані жадання, і коли таких людей стає багато, з їхнього середовища виникає один тиран. Тиран — це найнещасливіший із усіх людей, осередок усілякого зла. Для відповіді на питання в якій держав людина найщасливіша, розглядаються види задоволень. Різним засадам душі і станам в державі відповідають різні задоволення. Крім того, необхідно відрізняти задоволення справжні від уявних. Людині слід бути справедливою для узгодження начал душі і підпорядкування її розумного начала.
Десята книга. Розглядається мистецтво і досконала держава. Речі в світі, які наслідує мистецтво, є наслідування речам самим по собі, тому художник — творець привидів, далеких від дійсності. Художник-наслідувач не знає справжніх властивостей предметів, в своїй творчості він спирається на суперечливість сприйняття душі; у мистецтва немає критеріїв істинного і помилкового. Мистецтво має справу з ницим, допомагаючи йому взяти гору над розумним. Тому в досконалій державі поезія має бути лише у вигляді гімнів богам і похвали доброчесним людям.

## Справедливість на прикладі держави

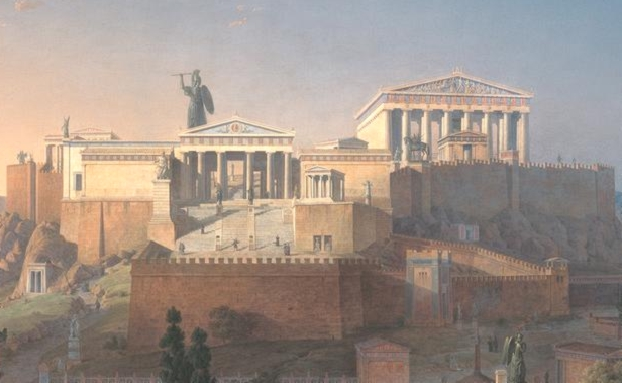
Афіни часів Платона втілювали для нього несправедливу державу, яка вбила його учителя Сократа

За Платоном, досконала держава подібна до досконалої людини. У людини для її щастя мають бути гармонічно розвинені тіло і начала (основи) душі, де передусім стоїть розум. Так само в державі головувати мають філософи, ті, хто займається розумовою працею. Платон стверджував, що слід досягати щастя і держави, і всіх її людей, а не окремих осіб чи верств. У його праці досконала держава виникає з огляду на поділ праці, де кожен має своє завдання. Платон визначає три верстви населення: філософів, воїнів і ремісників. Кожен із представників цих верств має свої чесноти, відповідно до начал людської душі, які в них більше виражені. Займаючись відповідною їхній природі роботою, вони будуть щасливими.
Платон виступає проти розкоші та за спільну власність, щоб у людей не виникало суперечок щодо того кому що належить. Також він вважає перепоною для щастя поділ суспільства на окремі сім'ї. В його ідеальній державі виховання спрямоване на те, щоб усі вважали одне одного родичами і відчували єдиною сім'єю всіх співгромадян.

### Форми держави
Платон порівнював щастя зі здоров'ям, а нещастя з хворобою. Філософ стверджував, що як стан здоров'я один, а хвороб багато, так є і тільки одна форма держави, за якої можливе щастя для всіх. У інших щастя існує для окремих людей чи груп людей, а решта лишаються нещасливими.
Найкращою політичною формою держави Платоном вважалася аристократія, тобто влада найкращих її жителів. Такими він називає філософів, оскільки ці люди можуть пізнати як досягти найбільшої користі для суспільства. Інші форми (тимократія, олігархія, демократія та тиранія) є такими, що виродилися. Тимократія (влада найбагатших) призводить до користолюбства, визискування все більших прибутків, що ослаблює державу. Олігархія (влада небагатьох, що спирається на їхнє походження, силу чи багатство) стає причиною честолюбства і свавілля правителів. Демократія (влада вільних громадян, що складають меншість) призводить до марнотратства і легковажності. Тиранія (влада одного, підкріплена силою) веде до занепаду моралі народу.

### Верстви населення

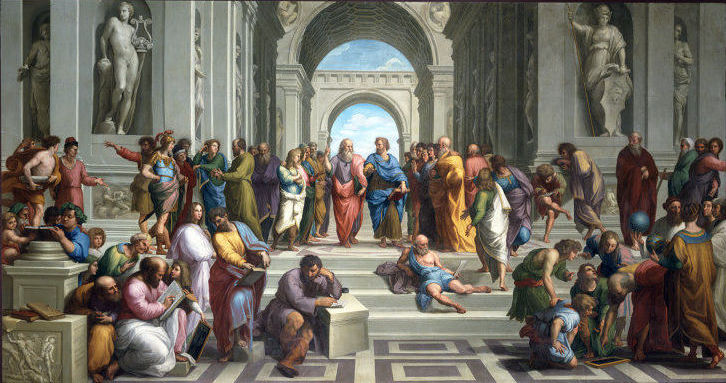
За Платоном, влада і виховання мають належати філософам («Афінська школа» Рафаеля, 1511)

Платон вважав, що в досконалій державі мають існувати верстви населення, що відповідають розвиненим у них началам душі. Всі вони потрібні і для кожної верстви слід домогтися щастя. Воно полягає у відповідності головного начала душі виду праці людини. При цьому в державі не буде поділу за походженням, багатством чи силою. Кожна людина перебуватиме у своїй верстві тільки на основі проявлених нею якостей. Також в державі Платона немає нерівності між чоловіками і жінками. Обидві статі займаються тим, до чого спонукає їхня душа.
- Філософи держави повинні бути наділені від природи інтелектом, щоб керувати, поширювати та втілювати ідею блага. Вони ж навчатимуть дітей і молодь, визначатимуть хто схильний до якої праці. Їхньою позитивною якістю є мудрість, тобто раціональна частина душі, яка головує над іншими. Філософами можуть бути також і жінки, оскільки важливим для правителя є тільки рівень пізнання ідеї блага. Ця верства ототожнюється із раціональною частиною душі — розумом.
- Солдати мають сильний емоційний компонент (певний природний гнів) у своєму характері. За допомогою навчання та обмеження вони повинні стати хоробрими для того, що забезпечувати зовнішні інтереси держави. Ця верства населення ототожнюється з емоційною частиною духу. Якщо солдат продовжує навчання та пізнає ідею блага, тоді він може стати філософом. Солдатами можуть бути також жінки і діти, якщо вони мають відповідні для цього силу і відвагу.
- Ремісники складають більшість, вони мають прості природні бажання. Ці люди обробляють землю, виготовляють все необхідне для себе й інших. Їхніми чеснотами є обмеження, розсудливість, благорозумність. Про якесь особливе виховання ремісників Платон не згадує.

Найкращі батьки в державі Платона повинні народжувати найбільше дітей. Це має влаштовуватися тим, що дорослих зводять на великих святах за допомогою підтасованої лотереї. При цьому говорити і робити неправду є прерогативою держави, якщо вона приносить державі користь. Слабких дітей в досконалій державі будуть знищувати після народження, подібно як робили в Спарті. Тільки у віці 20-40 років (жінкам) та 30-50 (чоловікам) дозволяється мати дітей, а народжені раніше і пізніше мають бути знищені. Тобто, батьками мають ставати люди в розквіті сил, які вже мають досвід життя і показали свої хороші якості. Діти будуть забиратися у батьків після народження, без реєстрації, та виховуватися філософами. Молоді називатимуть всіх старших громадян батьками або матерями, а свого віку і молодших — братами та сестрами. Це стане підставою для єдності держави, де всі є родиною одне одному. Оскільки діти не знатимуть батьків, а батьки своїх дітей, ніхто не буде вивищуватися на підставі походження, що сприятиме справедливості для всіх.
З економічної точки зору така держава є комуністичною. Володіння додатковою приватною власністю і розкішшю в ній не передбачається. Торгівля та ринок жорстко регулюються, щоб забезпечувати усіх членів суспільства у відповідній мірі, а не тільки окремі класи.

### Навчання

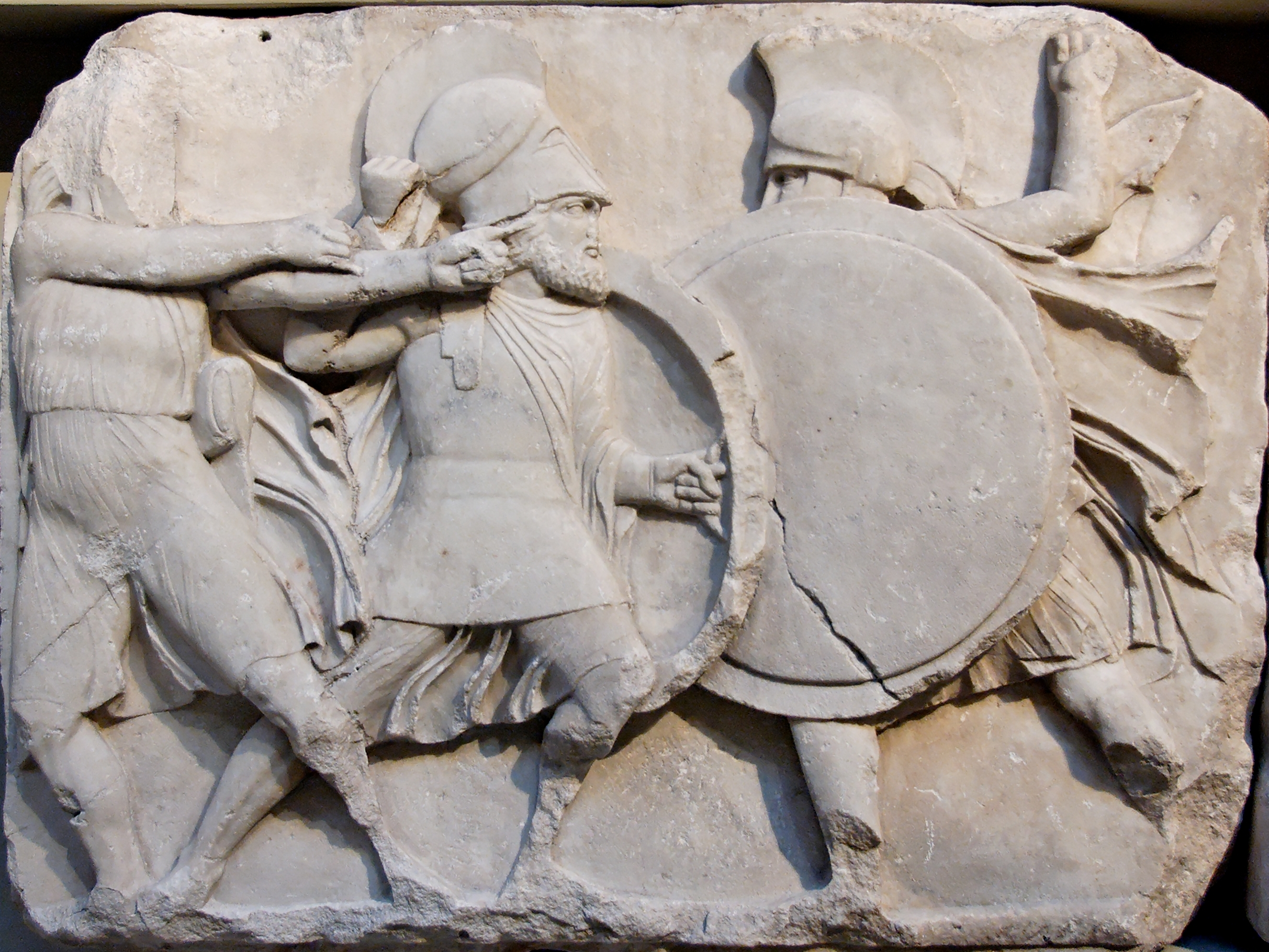
В досконалій державі Платона може існувати тільки мистецтво, що слугує прикладом і прославляє чесноти. Наприклад, сміливість воїнів

У своїй утопічній праці Платон вважає, що навчання повинно здійснюватися філософами і за допомогою строгої цензури. Навчання включає гімнастику, музику, поезію і математику. Завдяки ним діти матимуть здорове тіло, відвагу і пізнання блага. Початок навчання у людей має бути спільний. Чим вища верства, до якої належить людина, тим довше продовжується навчання.
Платон визнає тільки ті твори мистецтва, що приносять користь, демонструючи собою хороший приклад людей або богів, прославляють щастя і справедливість. Твори Гомера та інших поетів слід заборонити, оскільки вони показують погану поведінку богів, викликають у слухача страх перед смертю. Окрім цього, не може бути оповідей, в яких погані є щасливими, а добрі — ні. Також під заборону підпадають драми, оскільки добра людина не повинна зображати погану. Під цензуру підпадає також музика. Допускаються тільки прості ритми, які відображають хоробре та героїчне життя, радість. Платон дотримувався думки, що неправду можна і навіть потрібно говорити, якщо вона сприяє вихованню хороших якостей.
Для учнів має існувати строгий режим харчування без риби, спецій та солодощів. В результаті цього людям не буде потрібний лікар. До певного віку підліткам забороняється бачити щось негарне. Але в правильний час вони повинні отримати певні поштовхи для того, щоб без страху пізнати існування потворного і страшного.

### Етика
Справедливість настає тоді, коли всі верстви суспільства можуть займатися власними справами без того, щоб втручатися в справи інших верств. Всі виконують дані їм завдання, дотримуються своїх чеснот. Із цього виводиться етика Платона з основними чеснотами — мудрість, хоробрість, розважливість та справедливість. Проте, більшість прав отримують філософи, оскільки є наймудрішими із усіх. Отже, розум (філософи) повинен керувати, воля (солдати) виконувати, а інстинкт і почуття (ремісники) — дотримуватися наказів інших двох сил.

## Теорія пізнання Платона

### Світ речей і світ ідей
Питання «Хто такий філософ» є початком розкриття теорії ідей в діалозі «Держава». Платон вважає, що філософом є не той, хто любить мудрість (слово «філософія» буквально означає «любов до мудрості»), а той, хто любить досліджувати істину. Пізнання на відміну від бачення не може бути помилковим. Бачення належить до чуттєвого світу, а пізнання — до надчуттєвого, бачення стосується окремих гарних речей, а пізнання — самої краси. Звідси випливає проблема чому існують різні речі, але в той же час люди знають, що вони є саме тим, а не іншим.
Філософ дає пояснення. Наприклад, слово «кішка» відображає кішку загалом, а не окремі її породи. Так само існує прообраз будь-якої кішки, який є вічним і незмінним, а в ньому відображаються різні кішки світу. Такий образ будь-чого зветься ідеєю, він є зразком всього матеріального. Є речі, які більш чи менш відповідають своїй ідей, тому мають різні вигляд і властивості. Світ ідей (ейдосів) існує поза часом і простором, а з усіх ідей найвищою є ідея блага. Тому, чим є благо, присвячені наступні алегорії.

### Печерна алегорія
Тут Платон піднімає питання чи світ дійсно є таким, яким його сприймають люди. Він подає його на прикладі алегорії про в'язнів печери.
Є печера, в якій сидять спиною до входу прикуті до невисокої стіни в'язні. Вони не можуть звільнитися від ланцюгів і здатні дивитися тільки поперед себе. За стіною горить вогонь, світло якого падає на стіну перед в'язнями. Перед вогнем проходять люди, несучи різні речі, одні з них говорить, а інші мовчать. В'язні не бачать цих людей, а тільки бачать тіні від них і їхньої ноші. Так само вони не чують їхньої мови, а тільки відлуння. Якби вони стали говорити про побачене, то говорили б не про самі речі, а про тіні, побачені на стіні, та відлуння.
Якби з кого-небудь із в'язнів зняли кайдани, а його самого змусили б встати і поглянути в бік світла, то він не витерпів би його, звиклий жити в мороці печери. Навіть якби його насильно вивели нагору, він не зміг би нічого побачити і пересвідчитися в існуванні там того, про що судив за тінями. Щоб побачити, він мусить якийсь час звикнути до яскравого сонячного світла. Але коли б він повернувся до печери, то побачив би там тільки темряву і не зміг би переконати інших в істинності того, що бачив, будучи вільним.
Так само люди є подібними до в'язнів, покладаючись тільки на свої чуття. Філософ є тим в'язнем, який покинув печеру і побачив яким насправді є світ завдяки своїм міркуванням, поєднаним з чуттями. Він повинен повернутися до істини всією своєю душею, покинувши споглядання одних мінливих образів речей, що надходять від органів чуття. Тоді здатність людини до пізнання виявиться в стані витримати споглядання не тільки справжнього буття, але також і блага, що є ніби сонцем над усім світом. Такий філософ має принести своє знання іншим та навчити їх як дізнатися істину і благо.

### Алегорія сонця
Платон ставить питання що таке благо і відповідає: «Благо — те, що надає пізнаваним речам істинності, а людину наділяє здатністю пізнавати». Тобто, благо — це досягнення доцільності, єдності та гармонії усього. Хоч пізнання і істина прекрасні, благо є вищим за них, бо воно робить речі корисними, а людей — щасливими.
Відношення між пізнанням, істиною і благом подібне до відношення між світлом, поглядом і сонцем. Правильно вважати світло і погляд подібними до сонця, оскільки вони роблять речі видимими, але вони не є тим самими, що сонце. Так само пізнання і істина мають образ блага, але самі не є благом. Все речі можуть пізнаватися «лише завдяки благу… воно дає їм і буття, і існування, хоча саме благо не є існування, воно — за межами існування, перевищуючи його гідністю і силою».
Благо слід дізнатися і взяти за взірець для всього і впорядкувати життя згідно нього для отримання користі з усього. Філософи в ідеальній державі мислитимуть не лише тому, що знання і істина прекрасні самі по собі, а й тому, що це необхідно для справедливої держави.

### Алегорія розділених ліній

A-B — це образи речей, B-C — речі, С-D — уявлення про речі, а D-E — припущення. Разом вони утворюють істинне знання про світ

Філософ розмірковує про чуттєве і умоглядне в людському пізнанні. Він дає алегорію: є лінія, нерівно розділена навпіл, один відтинок — все видиме, доступне зору, другий — невидиме, доступне думкам. Разом вони складають істинну картину світу. В видимому в свою чергу є дві частини: образи, як тіні та відображення, зображення, виконані митцями, а також всі справжні предмети, тварини, рослини і люди. Коли ж мова іде про все, що є в думках, то там існують уявлення про речі та припущення про них.
Алегорія ліній говорить про існування відповідних чотирьох станів людської душі для пізнання світу. Найвищий і перший — розум, другий — розсудливість, третій — віра і четвертий — уподібнення, яким є мистецтво.

## Критика «Держави»
Платонівська держава критикувалася вже за античності Арістотелем. Він спростовував думку про ліквідацію родини, обґрунтовуючи, що саме родина є природною складовою держави. У відносинах правителя й підданих, пана й раба, повторюються відносини батьків та дітей, тому «Держава», де родина заперечується, описує протиприродний устрій суспільства. Також Аристотель відстоював думку про необхідність різноманітності індивідів у кожному стані суспільства, що є запорукою його процвітання. Якщо в Платона найвище ставиться загальне щастя — стверджував мислитель, — то нехтується щастям кожної окремої людини, зводячи його до обмеження свободи. Нездійсненною Аристотель вважав і спільну власність держави Платона, доводячи, що приватна васність не є джерелом зла сама по собі, натомість таким є надмірне бажання володіти різними матеріальними благами. Коли ж люди займаються спільною справою, не маючи з цього особистої вигоди, вони намагаються перекласти цю справу одні на одних. Таким чином, благополуччя держави слід досягати урівнюванням бажань її жителів, а не урівнюванням обсягу їх майна.
Пізніше Платонівську державу криткував Карл Поппер, який вважав цей тип держави тоталітарним режимом та ворогом свого «відкритого суспільства». Він зауважує, що Платон прагнув створити державу, яка б не вбивала своїх Сократів. Але саме в такій державі вчитель Платона Сократ був би страчений за вільнодумство і підбурення до порушення її устрою.
Твором, який почерпнув ідеї з платонівської держави вважається роман «Утопія» Томаса Мора. Вважається, що тут автор критикує поняття справедливості та системи економічного комунізму Платона, хоча його позиція є дещо невизначеною, оскільки автор зазначеного твору викладає свої думки нейтрально, навіть дистанціюється від своєї праці.
«Держава» Платона стала зразком для численних антиутопій XX століття. Вона була переглянута в іронічній формі в романі «Дивний новий світ» Олдоса Гакслі. Відсутність глибоких почуттів, обмеження релігії та культури є характерними рисами людей, що живуть в змальованому в книзі суспільстві. Суспільство там поділено на касти, кожна з яких створюється штучним вирощенням людей без батьків. Їхня поведінка виховується за допомогою сугестивної психології та шокової терапії в стилі собаки Павлова. Потреби встановлюються на такому низькому рівні, пропагується, що їх можна і треба задовільняти відразу, для того, щоб не виникало болю, який підбурює зруйнувати існуючий порядок. Існує також суспільний наркотик — «сома», який діє без негативних наслідків, тримає людей юними аж до 60 років (опісля вони швидко вмирають).

## Українські видання
- Платон. Держава / Пер. з давньогр. Дзвінка Коваль. — К.: Основи, 2000. — 355 с. — ISBN 966-500-022-5
- Платон. Держава / Пер. з давньогр. Дзвінка Коваль. — К.: Орієнтир, 2017. — 336 с. — ISBN 978-966-163-521-9
- Платон. Держава / Пер. з давньогр. Дзвинка Коваль. — К.: Апріорі, 2021. — 464 с. — ISBN 978-617-629-684-3